# Basisches Myelinprotein
Das Myelin-Basische Protein (MBP, engl. myelin basic protein) ist ein Protein, das eine große Bedeutung für die Myelinscheide der Nervenzellen besitzt. Im Proteinanteil des Myelins macht es etwa 40 Prozent aus. In der Forschung über die Entstehung der Multiplen Sklerose (MS), dem Tiermodell „experimentelle autoimmune Enzephalomyelitis“ (EAE), ist es neben dem Myelin-Oligodendrozyten-Glykoprotein (MOG) ein häufig verwendetes Autoantigen. Das Gen, das MBP kodiert, liegt beim Menschen auf Chromosom 18 in der Region, die bei Trisomie 18 betroffen ist. Nachdem es zunächst aus der Myelinscheide isoliert wurde, konnte seine Aminosäurezusammensetzung 1979 ermittelt werden.
Dirucotid (MBP8298), ein synthetisches Fragment des MBP bestehend aus den 17 Aminosäuren der Position 82 bis 98 des MBP, konnte bei verschiedenen Patienten mit progredienter MS das Fortschreiten der Erkrankung verzögern.
BHT-3009 und Atorvastatin dürften beide die Immunantwort des Körpers auf MBP reduzieren.
Ein Nachweis des MBP im Liquor cerebrospinalis von mehr als 9 ng/ml lässt auf einen akuten Myelinschaden schließen; Werte zwischen 4 und 8 ng/ml auf eine chronische Schädigung oder eine Erholungsphase nach einer akuten Schädigung. Als akute Schädigungen gelten hier
- ein aktiver Prozess im Rahmen einer demyelinisierenden Erkrankung wie einer multiplen Sklerose
- verschiedene Enzephalopathien
- Schlaganfall
- eine Blutung im Zentralnervensystem
- ein akutes Schädel-Hirn-Trauma
- HIV-Encephalopathie[2]

Mit dem Wissen, dass Prionen nicht nur bei Rindern eine bovine spongiforme Enzephalopathie auslösen, sondern auch für den Menschen eine Gefahr darstellen können, entstand der Bedarf, Rinderhirn in Fleischerzeugnissen nachzuweisen. Dies ist mit einem indirekten ELISA möglich, der auf dem Nachweis von MBP beruht.